# کاترین دوم، ملکه لاتین
کاترین دوم یا کاترین والوآ-کورتنی (انگلیسی: Catherine of Valois–Courtenay) شاهدخت تارانتو، شاهدخت آخیا و ملکه هم‌نشین آلبانی و همچنین ملکه اسمی امپراتوری لاتین از سال ۱۳۰۷ تا ۱۳۴۶ بود. وی با فیلیپ تارانتو ازدواج کرد و از وی صاحب ۴ فرزند شد.